# Sveriges Olympiahistorikers Förening
Sveriges olympiahistoriska förening (SOF), bildat 1986 som Sveriges olympiahistorikers förening, är en förening för dem som är intresserade av de olympiska spelen, den olympiska rörelsen och olympiska spelens historia.

## Verksamhet
SOF verkar för att främja kontakter, samarbete och utbyte av information och erfarenheter mellan dem som är allmänt intresserade av olympiska spelen såväl som mellan forskare, idrottshistoriker och idrottsstatistiker. SOF har även kontakter med lokala idrottshistoriska föreningar/museer, Sveriges Olympiska Akademi samt Sveriges Olympiska Kommitté som har en representant i SOF:s styrelse.
Föreningen ger ut tidningen SOF-Bulletinen, som utkommer med 4 nummer per år.